# Lauren Conrad
Lauren Katherine Conrad (Laguna Beach, 1º febbraio 1986) è un personaggio televisivo, scrittrice e stilista statunitense.

## Biografia
Lauren Conrad nasce a Laguna Beach, California, da Jim e Kathy Conrad. Ha una sorella Breanna (anche lei famosa per aver partecipato alla terza stagione del reality Laguna Beach) e un fratello Brandon. 
Nel 2004 si diploma e decide di frequentare l'Academy of Art University di San Francisco per poi trasferirsi a Los Angeles per frequentare il Fashion Institute of Design & Merchandising (FIDM). È sposata dal 2014 con William Tell, da cui ha avuto due figli.

## Carriera televisiva

### Reality show

#### 2004-2005:Laguna Beach
Nel 2004, durante l'ultimo anno di liceo, diventa una dei protagonisti del reality di MTV Laguna Beach. Il reality segue la vita di adolescenti californiani alle prese con la scuola, le relazioni amorose e le amicizie. La Conrad è il narratore e la protagonista, insieme a Stephen Colletti, Kristin Cavallari, Lo Bosworth ed altri, della prima stagione. Durante la seconda stagione torna a Laguna Beach dopo aver trascorso un semestre alla Academy of Arts University di San Francisco e in seguito si trasferisce a Los Angeles insieme alla compagna di college Heidi Montag.

#### 2006-2009:The Hills
Nel 2006 diventa la protagonista del reality di MTV The Hills, che documenta il suo trasferimento a Los Angeles e la sua vita personale. Oltre alla Conrad lo spettacolo segue anche le vite delle sue amiche Whitney Port, Heidi Montag, Audrina Patridge, Lo Bosworth e Stephanie Pratt. Durante la serie, oltre a studiare presso l'istituto di moda FIDM, la Conrad lavora come stagista a Teen Vouge e successivamente a People's Revolution. Nel 2009, Lauren Conrad lascia la serie dopo cinque stagioni. Il programma continua senza di lei, per un'altra stagione, con protagonista Kristin Cavallari e nel 2010 chiude definitivamente. Per il suo ruolo in The Hills vince per quattro anni consecutivi il Teen Choice Awards nella categoria Choice Female Reality TV.

#### 2010-2011: progetto di una nuova serie
Il 27 settembre 2010 l'emittente televisiva MTV annuncia ufficialmente la lavorazione di un nuovo reality con protagonista Lauren Conrad. Quest'ultima, in un'intervista rilasciata lo stesso mese nel programma radiofonico On Air with Ryan Seacrest, ha dichiarato che la serie sarà differente da The Hills, in quanto sarà incentrata solo sulla sua vita professionale e non tratterà della sua vita privata. Nel 2011 un portavoce di MTV annuncia l'annullamento del progetto sulla nuova serie, che quindi non viene mai realizzata.

### Programmi e serie televisive
Nel 2008 appare in un cameo nel telefilm di ABC Family Greek - La confraternita. Nel 2009, appare in versione cartone animato, nella serie televisiva I Griffin come fidanzata di uno dei personaggi (Brian il cane) e partecipa come giudice speciale ad un episodio della tredicesima stagione del reality show America's Next Top Model. Nel 2012 partecipa ad un episodio del programma satirico Punk'd.

## Cinema
Nel 2007 appare nella versione satirica di se stessa nel film di Jason Friedberg e Aaron Seltzer Epic Movie.

## Carriera nella moda
Lauren Conrad inizia a lavorare nel mondo della moda nel 2006 quando durante le riprese di The Hills viene assunta come stagista presso Teen Vogue. Successivamente lavora come PR per People's Revolution. Nel 2008 debutta come stilista nell'ambito della "Mercedes Benz LA Fashion Week" dove presenta la sua collezione, la Lauren Conrad Collection. Nell'autunno 2009 lancia la seconda linea di abbigliamento LC by Lauren Conrad che viene distribuita presso tutti i negozi Kohl degli Stati Uniti. Nel 2011 lavora alla sua terza linea di abbigliamento, la Paper Crown. Inoltre, sempre nello stesso anno, realizza un blog dedicato a consigli sulla bellezza e lancia la sua prima linea di cosmetici e prodotti per la bellezza, entrambi con il nome The Beauty Department. Nel 2012 realizza la sua prima linea di borse ed accessori ecologici chiamata xo(eco).

## Libri
Nel giugno 2009, pubblica il suo primo romanzo, L.A. Candy, ispirato alla sua vita personale, in quanto racconta di una ragazza che si trasferisce a Los Angeles e diventa una star dei reality show. Il libro, che raggiunge la prima posizione della classifica dei libri più venduti stilata dal New York Times, è il primo di una trilogia. Infatti nel febbraio 2010 viene pubblicato il secondo romanzo, Sweet Little Lies, che bissa il successo del precedente e raggiunge la prima posizione del New York Times. Nell'ottobre 2010 esce il terzo romanzo della trilogia, Sugar and Spice. Nel 2010 pubblica anche Lauren Conrad Style, libro incentrato sulla sua esperienza nel mondo della moda. Nel 2012 realizza una nuova serie di romanzi spin-off della precedente trilogia. Così in primavera 2012 pubblica il primo romanzo della serie, The Fame Game, mentre in autunno dello stesso anno il secondo romanzo, Starstruck. Nello stesso periodo scrive anche un altro libro incentrato sui consigli di bellezza e chiamato Lauren Conrad Beauty.

## Doppiatrici italiane
- Paola Della Pasqua in Laguna Beach e The Hills